# Word of Honor (série télévisée)
 (avril 2025).
La mise en forme du texte ne suit pas les recommandations de Wikipédia : il faut le « wikifier ».
Les points d'amélioration suivants sont les cas les plus fréquents. Le détail des points à revoir est peut-être précisé sur la page de discussion.
- Les titres sont pré-formatés par le logiciel. Ils ne sont ni en capitales, ni en gras.
- Le texte ne doit pas être écrit en capitales (les noms de famille non plus), ni en gras, ni en italique, ni en « petit »…
- Le gras n'est utilisé que pour surligner le titre de l'article dans l'introduction, une seule fois.
- L'italique est rarement utilisé : mots en langue étrangère, titres d'œuvres, noms de bateaux, etc.
- Les citations ne sont pas en italique mais en corps de texte normal. Elles sont entourées par des guillemets français : « et ».
- Les listes à puces sont à éviter, des paragraphes rédigés étant largement préférés. Les tableaux sont à réserver à la présentation de données structurées (résultats, etc.).
- Les appels de note de bas de page (petits chiffres en exposant, introduits par l'outil «  Source ») sont à placer entre la fin de phrase et le point final[comme ça].
- Les liens internes (vers d'autres articles de Wikipédia) sont à choisir avec parcimonie. Créez des liens vers des articles approfondissant le sujet. Les termes génériques sans rapport avec le sujet sont à éviter, ainsi que les répétitions de liens vers un même terme.
- Les liens externes sont à placer uniquement dans une section « Liens externes », à la fin de l'article. Ces liens sont à choisir avec parcimonie suivant les règles définies. Si un lien sert de source à l'article, son insertion dans le texte est à faire par les notes de bas de page.
- La présentation des références doit suivre les conventions bibliographiques. Il est recommandé d'utiliser les modèles {{Ouvrage}}, {{Chapitre}}, {{Article}}, {{Lien web}} et/ou {{Bibliographie}}. Le mode d'édition visuel peut mettre en forme automatiquement les références.
- Insérer une infobox (cadre d'informations à droite) n'est pas obligatoire pour parachever la mise en page.

Pour une aide détaillée, merci de consulter Aide:Wikification.
Si vous pensez que ces points ont été résolus, vous pouvez retirer ce bandeau et améliorer la mise en forme d'un autre article.
 (avril 2025).
Word of Honor (Mandarin : 山河令 ; Hanyu pinyin : Shānhé lìng), aussi intitulé A Tale of the Wanderers (天涯客), est une série télévisée chinoise créée en 2021, coproduite par Ciwen Media et Youku, réalisée par Cheng Zhi Chao, Ma Hua Gan et Li Hong Yu, écrite par Xiao Chu et adaptée du roman danmei « Faraway Wanderers » (天涯客) de Priest . Zhang Zhehan (chinois : 张哲瀚) et Gong Jun (chinois : 龚俊) en tiennent les rôles principaux. La série a été diffusée sur Youku du 22 février au 5 mai 202 avec 36 épisodes, plus un court clip bonus concernant les évènements futurs.
Elle a figuré sur la liste des meilleures séries BL de 2021 de Teen Vogue. La série a été retirée des plateformes de vidéo en ligne chinoises en août 2021 en raison du boycott de l'industrie contre l'acteur Zhang Zhehan.

## Synopsis
Zhou Zishu (Zhang Zhehan), chef de l'organisation d'assassins « La Fenêtre du Ciel », se condamne à une vie d'exil par culpabilité pour ses actes passés. Au cours de ses voyages, il rencontre Wen Kexing (Gong Jun), un personnage mystérieux à l'attitude enjouée qui orchestre secrètement un complot en tant que Chef de la Vallée des Fantômes. Les deux s'empêtrent dans diverses machinations au sein du monde des arts martiaux et finissent par devenir des âmes sœurs qui contribuent à la rédemption de l'un comme de l'autre. Une conspiration, deux âmes sœurs, cinq trésors, vingt ans de griefs et des milliers d'années de rêves jianghu ont étroitement lié leurs destins.

## Casting

### Principal
| Acteur                                                 | Personnage                       | Introduction |
| ------------------------------------------------------ | -------------------------------- | --- |
| Zhang Zhehan Yang Chengjin (jeune) Gu Jiangshan (voix) | Zhou Zishu / Zhou Xu             | Ancien chef de la Fenêtre du Ciel et maître du Manoir des Quatre Saisons. Maître de Zhang Chengling, disciple de Qin Huaizhang. Lorsqu'il est devenu le chef du manoir des Quatre Saisons après la mort de son maître, Zhou Zishu a emmené quatre-vingt-un membres de la secte avec lui pour former La Fenêtre du Ciel sous la direction de son cousin Helian Yi, le prince héritier de Jin. Il a ainsi aidé Helian Yi à accéder au pouvoir en assassinant des innocents, dont une petite fille que lui et ses amis connaissaient. Après la mort des quatre-vingt-un membres, angoissé, il désire plus que tout retrouver sa liberté. Il choisit ainsi de quitter la Fenêtre du Ciel en utilisant la technique des Sept Orifices et des Trois Clous d'Automne sur lui-même, ce qui ne lui laisse que trois ans à vivre. C'est sous le pseudonyme de Zhou Xu, qu'il rencontre son âme sœur, Wen Kexing. |
| Gong Jun Xiaoli Zhenzhen (jeune) Wang Kai (voix)       | Wen Kexing / Zhen Yan            | Chef de la Vallée des Fantômes. Fils de Zhen Ruyu et Gu Miaomiao. Nommé Zhen Yan à sa naissance, ses parents ont été tués lorsqu'il était enfant. Le jeune Zhen Yan s'est alors retrouvé dans la Vallée Fantôme. Pour survivre et se venger, il est devenu Chef de la Vallée Fantôme et s'est mis à considérer les membres du jianghu comme des êtres à double visage, prônant la bonté et la justice mais secrètement méprisables. Pour mettre son plan de vengeance à exécution, il utilise le prétendu vol de l'Armure Glacée par le Fantôme Pendu comme un leurre pour ordonner aux trois mille fantômes du Mont Qingya de quitter la Vallée Fantôme. Après avoir rencontré Zhou Zishu, les deux hommes se rachètent l'un l'autre et guérissent de leurs passés respectifs. |
| Sun Xilun Zhao Xiaokun (ancien) Xing Chao (voix)       | Zhang Chengling                  | Le troisième fils de Zhang Yusen et le seul membre survivant de la Secte du Lac Miroir. Disciple de Zhou Zishu. D'abord naïf et gentil, il devient malgré lui le pion d'une conspiration impliquant l'Armure Glacée, la clé légendaire permettant d'ouvrir l'armurerie contenant diverses techniques et secrets d'arts martiaux. |
| Zhou Ye Xu Jiaqi (voix)                                | Améthyste impitoyable / Gu Xiang | Originellement connue sous le nom de Gu Xiang, Améthyste impotoyable est une jeune fille brillante et pleine d'entrain. Elle a été sauvée par Wen Kexing lorsqu'elle n'était qu'un bébé et l'appelle depuis « maître », bien qu'il la traite comme une jeune sœur. Plus tard, elle tombe amoureuse de Cao Weining. |
| Ma Wen Yuan Su Shangqing (voix)                        | Cao Weining                      | Disciple de la secte de l'épée Qing Feng. Gentil, optimiste et amateur de bonne nourriture, il cite très souvent des œuvres littéraires célèbres. Il est tombé amoureux de Gu Xiang au premier regard et est son premier soutien dans toutes les épreuves. |

### Justificatif

#### Vallée des Fantômes (Montagne Qingya)
Un lieu où se rassemblent les personnes les plus malveillantes du monde qui n'ont nulle part où aller.
| Acteur                                        | Personnage              | Introduction |
| --------------------------------------------- | ----------------------- | --- |
| Chen Zi Han (interprétée par Zhang Xin Yu)    | Fantôme tragi-comique   | Initialement nommée Luo Fumeng, elle est plus connue sous le nom de Bo Qing Bu Zhu (薄情簿主) pour les punitions qu'elle inflige aux hommes infidèles. Ancienne amante de Zhao Jing, elle est devenue membre de la Vallée fantôme après la trahison de ce dernier. |
| Ke Nai Yu (interprétée par Qiao Shi Yu)       | Fantôme Séducteur       | Initialement nommée Liu Qianqiao, servante de Fantôme Tragi-comique et ancienne amante de Yu Qiufeng. |
| Xue Fei                                       | Fantôme changeant       | Chef des dix fantômes maléfiques. |
| Zhou Yao (interprêté par Sun Lu Lu)           | Fantôme Libertin        | Connu pour s'en prendre aux jeunes femmes. |
| Yang Chao Ran (interprété par Zhang Zhan Kun) | Fantôme heureux         | Connu pour rire de manière incontrôlable. |
| Li Bao Er (interprété par Guan Shuai)         | Fantôme Nécrophage      | Connu pour manger de la chair humaine. |
| Qiu Bin                                       | Fantôme à longue langue | Subordonné du fantôme de Wu Chang. |
| Sun Zi Hang                                   | Faucheuse noire         | Subordonné du fantôme de Wu Chang. |
| Sha Zi Xuan                                   | Faucheuse blanche       | Subordonné du fantôme de Wu Chang. |
| Inconnu (exprimé par Zhang He)                | Fantôme suspendu        | S'est enfui après avoir volé le morceau d'armure glacée de la Vallée Fantomes. Il est connu pour utiliser des fils extrêmement tranchants, piégeant des victimes sans méfiance.                                                                                    |
| Ye Xin Yu                                     | Anonyme                 | Ancien maître de la Vallée des Fantômes, il a été tué par Wen Kexing. |

#### La Cour impériale et la Fenêtre du ciel
L'une des deux plus célèbres organisations d'assassins opérant principalement dans le nord, La Fenêtre du Ciel est dirigée par Helian Yi, prince de Jin, et utilisée dans ses plans pour accéder au trône.
| Acteur                                         | Personnage               | Introduction |
| ---------------------------------------------- | ------------------------ | --- |
| Wang Dong (interprété par Miao Zhuang)         | Helian Yi, prince de Jin | Propriétaire de la Fenêtre du Ciel ; cousin et ancien supérieur de Zhou Zishu. Il est le prince héritier du royaume de Jin et a recruté Zhou Zishu dans sa jeunesse pour l'aider à monter sur le trône. Pendant des années, il utilise les nombreuses compétences de Zhou Zishu pour piéger, salir et tuer ses rivaux politiques, tout cela dans sa quête du pouvoir et de ses idéaux sur la façon de gouverner la nation. Dans le roman, Helian Yi, Jing Beiyuan et Zhou Zishu sont les trois principaux fers de lance de sa lutte pour le trône contre ses deux frères aînés, qui finissent par être renversés par le trio au moyen de divers stratagèmes et conspirations. |
| Guo Yun Fei (interprété par Cai Zhuang Zhuang) | Duan Pengju              | Commandant adjoint et plus tard chef de La Fenêtre du Ciel. Il est fidèle à Helian Yi, prince de Jin. |
| Norman Chui                                    | Bi Changfeng             | Ancien gardien de La Fenêtre du Ciel et avant-dernier survivant des 81 membres originaux du Manoir des Quatre Saisons. |
| Wang Rong (interprété par Wi Yi Fan)           | Han Ying                 | Chef de garde de La Fenêtre du Ciel. Il reste fidèle à Zhou Zishu même après son départ en tant que leader. |
| Bryan Leung                                    | Vieux Zhang              | Garde de Tian Chuang |
| Jian Ze Zheng                                  | Jeune Garde              | Garde de Tian Chuang |

#### Secte des  Scorpions Venimeux
L'une des deux organisations d'assassins les plus célèbres opérant principalement dans le sud, la secte Scorpion est dirigée par le Roi Scorpion.
| Acteur                        | Personnage            | Introduction                                                                                         |
| ----------------------------- | --------------------- | --- |
| Li Dai Kun                    | Roi Scorpion          | Chef de la secte du Scorpion et fils adoptif de Zhao Jing.                                           |
| Zhao Qian Cai Hai Ting (voix) | Bodhisattva maléfique | L'un des quatre assassins de la secte Scorpion.                                                      |
| Yu Nai Jia Qiao Su (voix)     | Jolie Arhat           | L'un des quatre assassins de la secte Scorpion.                                                      |
| Liu Yue Tao                   | Qin Song              | L'un des quatre assassins de la secte Scorpion. Il utilise un instrument comme arme de prédilection. |
| Pan Jian                      | Monstre blond Jiang   | L'un des quatre assassins de la secte Scorpion.                                                      |

### Alliance des cinq lacs
L'Alliance des Cinq Lacs se compose des cinq grandes sectes et de leurs dirigeants respectifs :
- Hei Zi dans le rôle de Gao Chong (doublé par Yang Mo), chef de l'Alliance des Cinq Lacs et chef de la secte Yue Yang
  - Zhang Jia Hang dans le rôle de Gao Chong (jeune)
- Wang Ruo Lin dans le rôle de Zhao Jing (doublé par Guo Hao Ran), chef de la secte Tai Hu ; connu sous le nom de héros San Bai ; à la tête de la secte Scorpion ; ancien amant du fantôme tragicomique
  - Tian Mu Yang dans le rôle de Zhao Jing (jeune)
- Guo Jia Hao dans le rôle de Shen Shen (doublé par Qi Si Jia), chef de la secte Da Gu Shan
  - Chang Yuan Jia dans le rôle de Shen Shen (jeune)
- Chang Jin dans le rôle de Zhang Yusen, chef du pavillon de la montagne Jing Hu (secte du lac Miroir) ; père de Zhang Chengling
  - Zhou Tai Heng (周泰亨) dans le rôle de Zhang Yusen (jeune)
- Yang Han dans le rôle de Lu Taichong, chef de la secte Dan Yang

#### Secte Yue Yang
- Jin Le dans le rôle de Gao Xiaolian (doublée par Nie Xi Ying), la fille de Gao Chong
- Yang Wan Li dans le rôle de Deng Kuan (doublé par Liu Si Cen), disciple en chef de la secte Yue Yang
- Yang Zhen dans le rôle de Zhu Yaozhi, disciple de la secte Yue Yang
- Tang Yuan Sheng dans le rôle de Gao Shan, disciple de la secte Yue Yang
- Tang Shu Ya dans le rôle de Xie Wuyang, disciple de la secte Yue Yang ; fils adoptif de Zhao Jing
- Huang Zi Yi (黄子益) dans le rôle de Song Huairen, disciple de la secte Yue Yang

#### Pavillon de la montagne Jing Hu (Secte du lac Miroir)
- Yan Ding Xiang Yu (闫丁翔宇) dans le rôle de Zhang Chengfeng, fils aîné de Zhang Yusen
- Chen Qi (陈启) dans le rôle de Zhang Chengluan, deuxième fils de Zhang Yusen

### Montagne Chang Ming
- Huang You Ming dans le rôle de Ye Baiyi (doublé par Jin Xian), épée immortelle de la montagne Chang Ming. Un cultivateur mystérieux et hautement qualifié qui a vécu pendant un siècle. Maître de Rong Xuan
- Li Ming Xuan dans le rôle de Rong Xuan, connu sous le nom de l'épée Feng Shan. Créateur de l'Armurerie du Monde. Disciple de Ye Baiyi

#### Non affilié
- Wei Zheming dans le rôle de Jing Beiyuan (Septième Seigneur) (doublé par Ling Fei) : un ancien prince du royaume Jin et vieil ami de Zhou Zishu. Il est le personnage principal de Lord Seventh ou Qi Ye, le roman préquelle de Tian Ya Ke. À l'insu du reste des personnages, Jing Beiyuan est l'âme sœur destinée à Helian Yi et est mort et s'est réincarné plusieurs fois auparavant. Dans sa dernière vie, il a été renvoyé à sa première vie pour redevenir prince et refaire cette vie. Ses actions changent ensuite le destin de tous ceux qui l'entourent, y compris Zhou Zishu. Il pourrait être secrètement lié à Helian Yi.
- Fan Jinwei dans le rôle de Wu Xi (Da Wu) (doublé par Zhang He) : le chef chamanique de NanJiang et un vieil ami de Zhou Zishu. Dans sa jeunesse, il était otage royal dans le royaume de Jin et a grandi à la cour royale avec Jing Beiyuan, Zhou Zishu et Helian Yi. Il se lie lentement d'amitié avec Jing Beiyuan et tombe amoureux de lui. Dans le roman, il est renvoyé par Beiyuan avant la bataille finale contre les envahisseurs étrangers, mais revient pour le sauver et l'aider à vaincre ses ennemis. Jing Beiyuan laisse derrière lui son ancienne vie et part vivre avec Wu Xi à la fin du roman.

#### Casting étendu

##### 《Pavillon de montagne Si Ji (Manoir des Quatre Saisons)》
Un ancien repaire du monde martial, à présent disparu.
- Gong Zheng Nan dans le rôle de Qin Huaizhang : maître du pavillon de la montagne Si Ji et Maître de Zhou Zishu.
- Guo Jianan et Zhang Yuebin (张跃滨) (jeunes) dans le rôle de Qin Jiuxiao : Fils de Qin Huaizhang et proche de Zhou Zishu.
- Cao Xiyue et Qiao Su (voix) dans le rôle de Jing An : Cadette de Zhou Zishu et amante de Qin Jiuxiao.

##### 《Pavillon Long Yuan》
Une organisation adepte des pièges et des machinations.
- Zhang Shuangli et Gao Yang (高扬) (jeune) dans le rôle de Long Que : le vieux maître du pavillon Long Yuan.
- Wang Zirun et Zhang Yuwei (voix) dans le rôle de Long Xiao : l'actuel maître du pavillon Long Yuan et le fils de Long Que.

##### 《 Vallée des Médecins 》
- Zou Shizhong (邹世中) dans le rôle du Maître de la Vallée du Médecin Immortel.
- Yu Xinyan dans le rôle de Yue Feng'er : Disciple principale de la Vallée du Médecin Immortel et épouse de Rong Xuan.
- Ji Xiaofei : Zhen Ruyu, le père de Wen Kexing.
- Ou Ruola : Gu Miaomiao : La mère de Wen Kexing.

### JIANGHU

#### 《 Secte de l'épée Qing Feng (Secte de l'épée du vent doux) 》
- Wang Boqing (Mo Huaiyang) : chef de la secte de l'épée Qing Feng et Maître de Cao Weining.
- Wang Kang dans le rôle de Mo Weixu : fils de Mo Huaiyang.
- Cheng Cheng (Fan Huaikong) : aîné de la secte de l'épée Qing Feng.

#### 《Secte Hua Shan 》
L'une des sectes de l'Alliance de l'épée Wu Yue.
- Liu Hanyang : Yu Qiufeng (doublé par Ling Zhenhe) : chef de la secte Hua Shan et ancien amant de Fantôme Séducteur.
- Jia Yu (嘉裕) : Yu Tianjie, fils de Yu Qiufeng.
- Kong Lingzi (孔令孜) : He Ruicai : disciple de la secte Hua Shan.

#### 《 Secte Tai Shan 》
L'une des sectes de l'Alliance de l'épée Wu Yue.
- Wang Gang : Ao Laizi (voix de Zhao Mingzhou) : chef de la secte Tai Shan.
- Zhang Chen (Qing Bo) : disciple de la secte Tai Shan.
- Liu Ruxuan : Qing Hua : disciple de la secte Tai Shan.
- Wang Yilong : Qing Song : disciple de la secte Tai Shan.

#### 《 Pavillon de la montagne Duan Jian (Manoir de l'épée brisée) 》
- Zhao Hongwu (Mu Siyuan) : chef du pavillon de la montagne Duan Jian.
- Yuan Shuai (Mu Yunge) : disciple du pavillon de la montagne Duan Jian.

#### 《 Secte des mendiants 》
- Wei Jia (魏甲) dans le rôle du chef de la secte des mendiants.
- Kou Zhenhai : Huang He (voix de Zhang Yaohan) : aîné de la secte des mendiants.
- Zhou Xiaopeng dans le rôle de Lu Liu (voix de Liu Cong).
- Ma Lan dans le rôle de Tao Hong (voix de Ma Cheng).

#### 《 Les quatre sages d'An Ji 》
- Yu Zikuan dans le rôle de He Yifan : un ancien bandit devenu bon.
- Zhang Zhiwei : Du Yuqian.
- Lu Chunsheng : Pei Feng, mari de Qiao Xing.
- Tong Xiaomei : Qiao Xing, épouse de Pei Feng.

### Autres
- Huang Bixing dans le rôle de Feng Xiaofeng.
- Wang Gang dans le rôle de Gao Shan Nu.
- Yu Aiqun dans le rôle de Ci Mu Da Shi, maître du temple de Shao Lin.
- Zhao Yongzhan, chef de la secte Cao.
- Ren Xihong dans le rôle de Wang Moxuan : Chef de la secte Ju Jing.
- Han Haoxiang dans le rôle du chef de la deuxième génération de la secte Ju Jing.
- Xu Wei dans le rôle du chef de la secte Hai Sha.
- Song Yagang, chef de la secte Tiezhang.
- Wang Chong (王崇), chef de la secte Wu Hu Duan Jian.
- Li Tongdong, chef de la secte Fu Niu.
- Hou Quanlong (侯全龙) dans le rôle de Sun Zhong : Chef de la secte Ying Zhua.
- Shen Baoping : Oncle Li, vieux capitaine de bateau qui confie à Zhou Zishu la responsabilité d'envoyer Zhang Chengling sain et sauf à l'Alliance des Cinq Lacs.
- Zhao Qihang dans le rôle de Ping An : Disciple de Jing Beiyuan
- Wu Kunyi : A Qin Lai : subordonné de Jing Beiyuan
- Fu Rou Mei Qi : Yun Zai, une courtisane sauvée par Gu Xiang.
- Ren Yixuan : Hong Lu, une courtisane sauvée par Gu Xiang.
- Li Man (李曼) Yan Wan : disciple de la secte Emei et amant de Mu Yunge.
- Yang Mo dans le rôle de Fang Buzhi : un célèbre voleur connu sous le nom de Jiu Zhua Ling Hu.
- Wei Yu, ministre Li : commissaire militaire et père de la princesse Jing An, tué par Zhou Zishu.
- Wang Xingyi, épéiste vêtu de vert : assassin et garde du manoir du commissaire militaire.
- Yan Yan : Yue Rong.
- Yun Xiang : Bi Xingming.
- Lu Jin : Zhi Yin Shi Tai.
- Wang Haochen (王皓晨) : fils de Deng Kuan.
- Hao Jianchun (郝荐椿) : Meng Po.
- Wu Lin : Gui Mian Ke.
- Cheng Wanchuan (成万川) : Luo Hao.
- Oncle Lin : Lu Huan.
- Wang Pin : Cheng Zichen.
- Liu Meixi : Zhang Nianxiang.
- Wang Kai (Extra)

## Bande sonore
L'OST de Word of Honor (山河令 网剧音乐原声大碟) se compose de 13 titres, chantés par divers artistes.
| No. | English Title                       | Chinese Title | Artist                                          | Lyric                  | Composer/Arrangement         | Notes                |
| --- | ----------------------------------- | ------------- | ----------------------------------------------- | ---------------------- | ---------------------------- | -------------------- |
| 1.  | Ask Heaven                          | 天问          | Liu Yuning                                      | Zhang Hui Quan         | Yan Xiao Nan, Gong Yi Fan    | Thème d'ouverture    |
| 2.  | Faraway Wanderers                   | 天涯客        | Zhang Zhehan, Gong Jun                          | Xiao Chu               | Jin Ruo Chen, Mao Zhen Yao   | Chanson de fermeture |
| 3.  | Lonely Dream                        | 孤梦          | Zhang Zhehan                                    | Zhang Chang            | Zheng Guo Feng               | Thème de Zhou Zishu  |
| 4.  | Untitled                            | 无题          | Hu Xia                                          | Mei Zhen               | Jin Ruo Chen                 |                      |
| 5.  | Return                              | 归            | Wang Jia Cheng                                  | Wang Yi Qing, Lin Qiao | Sun Ai Li                    |                      |
| 6.  | Letter Forward                      | 锦书来        | Henry Huo                                       | A Li                   | Wen Zhe                      |                      |
| 7.  | Drunken Moon                        | 醉江月        | Zhang Xianzi                                    | Yan Tian Yu            | Song Chen                    |                      |
| 8.  | Looking at the Jianghu with a Smile | 笑看江湖      | Man Shu Ke                                      | Yu Tou Taro            | Man Shu Ke, Yu Tou Taro      |                      |
| 9.  | Blind                               | 盲            | Elvis Wang                                      | Lin Qiao               | Deng Qiang Zhong, Xia Heng   | Thème de Wen Kexing  |
| 10. | Vanquished Fate                     | 缘灭          | Shuang Sheng                                    | Ma Cheng Cheng         | Zheng Bing Bing, Zhang Xi    |                      |
| 11. | Broken Heart                        | 落心          | Ye Li                                           | Ma Cheng Cheng, Ma Tao | Zhu Xiao Sheng Zoki          |                      |
| 12. | Gazing at the Horizon               | 望天涯        | Li Dai Kun, Yuan Shuai, Ma Wen Yuan, Sun Xi Lun | Ma Cheng Cheng         | Wang Jia Cheng, Yang Zi Xuan |                      |
| 13. | Journey of Mountain and River       | 山河行        | Steve Chou                                      | Lin Qiao, Liu En Xun   | Cen Si Yuan                  |                      |

## Production
En juin 2020, les acteurs principaux Zhang Zhehan et Gong Jun ont été annoncés, ainsi que l'équipe de production. Le même jour, la cérémonie de tournage a eu lieu. Le 18 juillet, un fantmeeting a été organisé La série a été tournée du 3 juin au 23 septembre aux studios Hengdian World.

## Concert
Le concert thématique « Word of Honor » a eu lieu les 3 et 4 mai 2021, dans le gymnase du Centre sportif olympique de Suzhou . Les acteurs principaux Zhang Zhehan, Gong Jun, Zhou Ye, Ma Wenyuan et Sun Xilun ont assisté aux spectacles, ainsi que les acteurs secondaires Zhao Qian (Du Pusa), Huang You Ming (Ye Baiyi), Li Dai Kun (Xie Wang), Hei Zi (Gao Chong), Chen Zi Han (Luo Wang), Hei Zi (Gao Chong), Chen Zi Han (Luo Fumeng), Jin Le (Gao Xiaolian), Ke Nai Yu (Liu Qianqiao), Wang Ruo Lin (Zhao Jin), Guo Jia Hao (Shen Shen), Fan Jinwei (Wu Xi), Guo Yun Fei (Duan Pengjiu) et Wang Rong (Han Ying). Plus de 600 000 personnes ont participé à l'achat des billets, mais il n'y avait que 40 000 places disponibles. Les billets ont été vendus en 40 secondes. Des billets en ligne étaient également disponibles pour la diffusion en direct sur la plateforme médiatique Youku, au prix de 68 CN¥ (10 USD) par jour.

## Diffusion internationale
| Network      | Country       | Notes/Ref. |
| ------------ | ------------- | ---------- |
| VieON        | Vietnam       | [ 8 ]      |
| HTV7         | Vietnam       | [ 9 ]      |
| Line TV      | Taiwan        | [ 10 ]     |
| LiTV         | Taiwan        | [ 11 ]     |
| friDay       | Taiwan        | [ 12 ]     |
| MyVideo      | Taiwan        | [ 13 ]     |
| Hami Video   | Taiwan        | [ 14 ]     |
| TrueID       | Thailande     | [ 15 ]     |
| Astro TV     | Malaisie      | [ 16 ]     |
| Singtel TV   | Singapour     | [ 17 ]     |
|              | Brunei        | [ 17 ]     |
|              | Cambodge      | [ 17 ]     |
| Chunghwa TV  | Corée du Sud  | [ 18 ]     |
| Wowow TV     | Japon         | [ 19 ]     |
| MX Player    | Inde          | ,          |
| YouTube      | International | [ 26 ]     |
| Amazon Prime | International |            |
| Viki         | International | [ 27 ]     |
| Netflix      | International | [ 28 ]     |
| ODC          | International | [ 29 ]     |

## Prix et nominations
| Année | Prix                                                   | Catégorie                    | Nominés | Résultat | Réf.   |
| ----- | ------------------------------------------------------ | ---------------------------- | ------- | -------- | ------ |
| 2021  | Prix du marketing de contenu en Chine                  | Meilleurs effets visuels     | NC      | Lauréat  | [ 30 ] |
| 2021  | Prix du marketing de contenu en Chine                  | Meilleure production         | NC      | Lauréat  | [ 30 ] |
| 2021  | Prix du marketing de contenu en Chine                  | Le plus discuté              | NC      | Lauréat  | [ 30 ] |
| 2022  | Golden Blossom Network Film and Television Association | Scénariste de qualité annuel | NC      | Lauréat  | [ 31 ] |